# Sint-Vituskerk (Tuchoměřice)
De Sint-Vituskerk is een rooms-katholieke barokkerk in de Tsjechische gemeente Tuchoměřice. De kerk maakt deel uit van een groter complex van kloostergebouwen behorende tot het kasteel van Tuchoměřice.

## Geschiedenis
De geschiedenis van de kerk gaat samen met de bouw van het voornoemde kasteel van Tuchoměřice. Dit kasteel, dat op de restanten van een fort gebouwd was, werd door Jindřich von Wartenberg herbouwd tot renaissancekasteel en kerk. Later, tijdens de Dertigjarige Oorlog, werden het kasteel en bijhorende kerk verlaten. 
In 1623 kwam de kerk in handen van het Clementinum, een Jezuïetenklooster in het centrum van Praag. De kerk was in verval geraakt tijdens de oorlog. De jezuïeten herbouwden het tot een barokkerk met de hulp van architect Giovanni Orsi. De renovatie werd voltooid in 1668. 
Eind zeventiende eeuw en begin achttiende eeuw werden er verschillende nieuwe altaren geplaatst in de kerk, met bijhorende altaarschilderijen onder meer van Jan Jiří Heinsch.

## Architectuur en invulling
De kerk is een eenbeukige, rechthoekige, vroegbarok zonder toren met gewelfde bogen. Aan weerszijden van het oratorium bevindt zich een smaller rechthoekig priesterkoor. Op het dak boven het priesterkoor bevindt zich een heiligdom. De oostelijke gevel, gebouwd tussen 1732 en 1736, is verdeeld door pilasters. Boven de segmentvormige puntgevel van het rechthoekige portaal bevindt zich een rechthoekig venster dat eindigt in een segment. Boven de kroonlijst wordt de gevel bekroond door een rechthoekige puntgevel met een driehoekige beëindiging. In de nissen van de gevel staan drie zandstenen beelden, waarschijnlijk uit de werkplaats van Matthias Bernard Braun (Sint Ignatius, Sint Franciscus Xaverius en Sint Wenceslaus). De zijgevels worden gedeeld door pilasters en rechthoekige, halfronde ramen.
Op de achterwand van het priesterkoor bevindt zich een altaar met twee bewaard gebleven schilderijen van de Heilige Vitus, aan wie een engel verschijnt, en een buste van de Sint Wenceslaus tussen de engelen, geschilderd door Jan Jiří Heinsch, van rond 1683. Binnen in de kerk zijn er ook schilderijen van Josef Kramolín uit 1768, beschilderde portalen van het priesterkoor en een fresco van de H. Vitus op de benedenverdieping. De vier zijdelings beschilderde altaren met de schilderijen van de Geboorte van de Heer, St. Linhart, St. Agatha en St. Clement zijn het werk van Ignatius Raab, evenals de kleinere schilderijen van Florian, Tekla, Notburga en Dorothy in hun verlengstukken. Het interieur bevat een rococo altaarplaat, een rococo preekstoel met symbolen uit het Oude en Nieuwe Testament en een rococo orgel. Dit laatste is waarschijnlijk het enige overgebleven instrument van de organist Jan Vojtěch Beer (Johann Adalbert Beer) uit 1754-1755, die daarmee het werk van zijn voorganger, de organist Tomáš Schwarz, voltooide. De tinnen doopvont is gedateerd 1636.

## Galerij

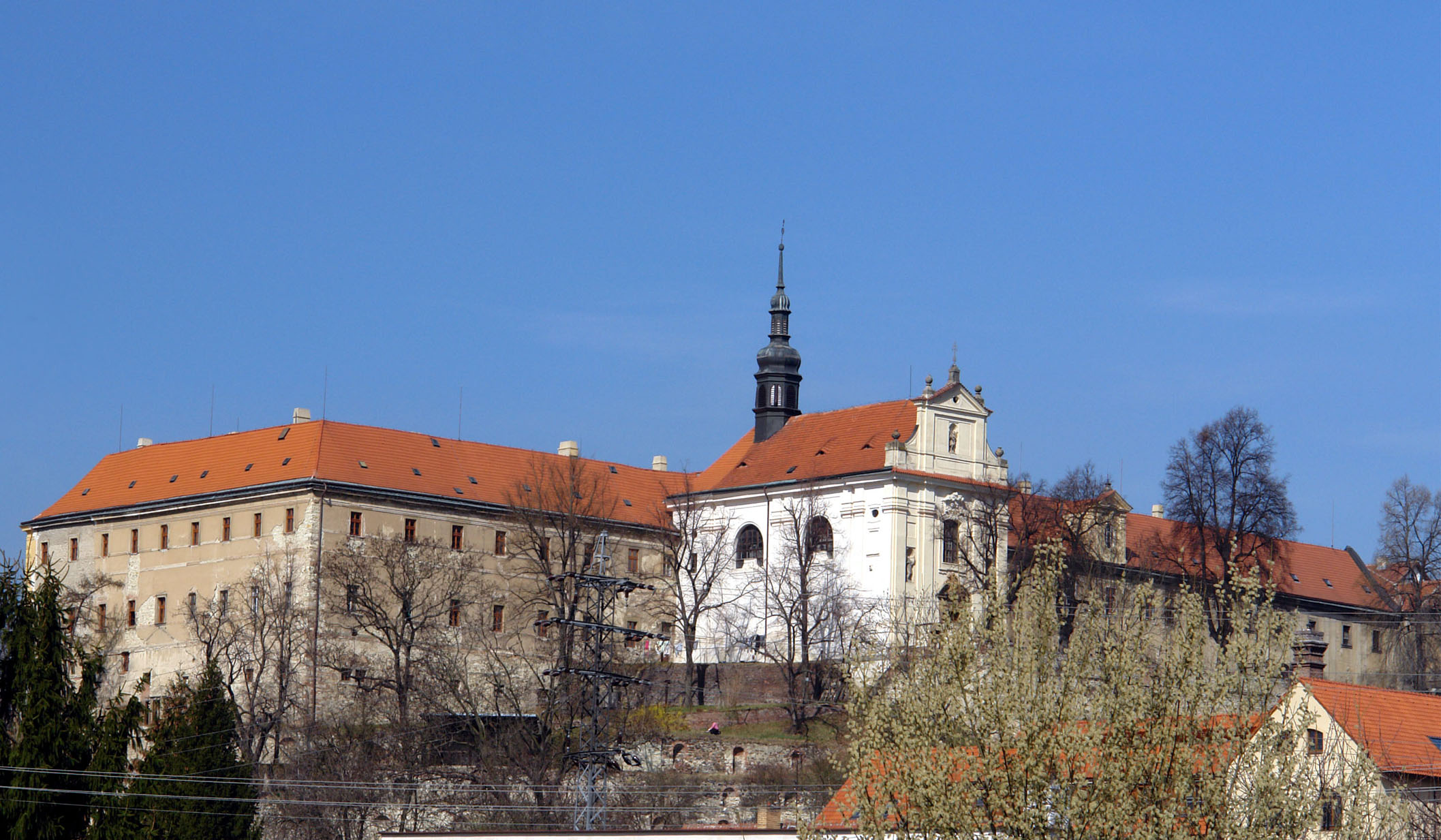
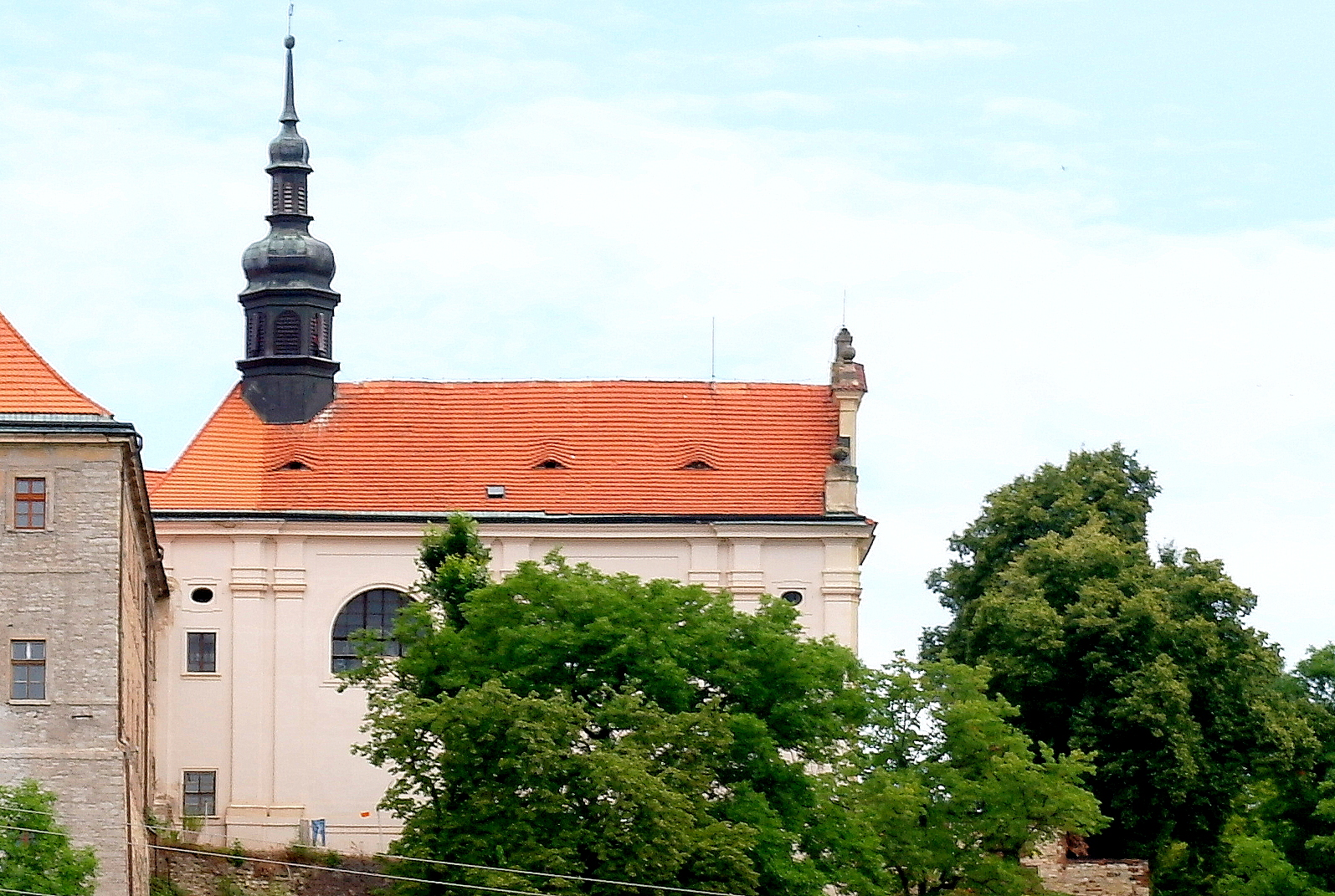
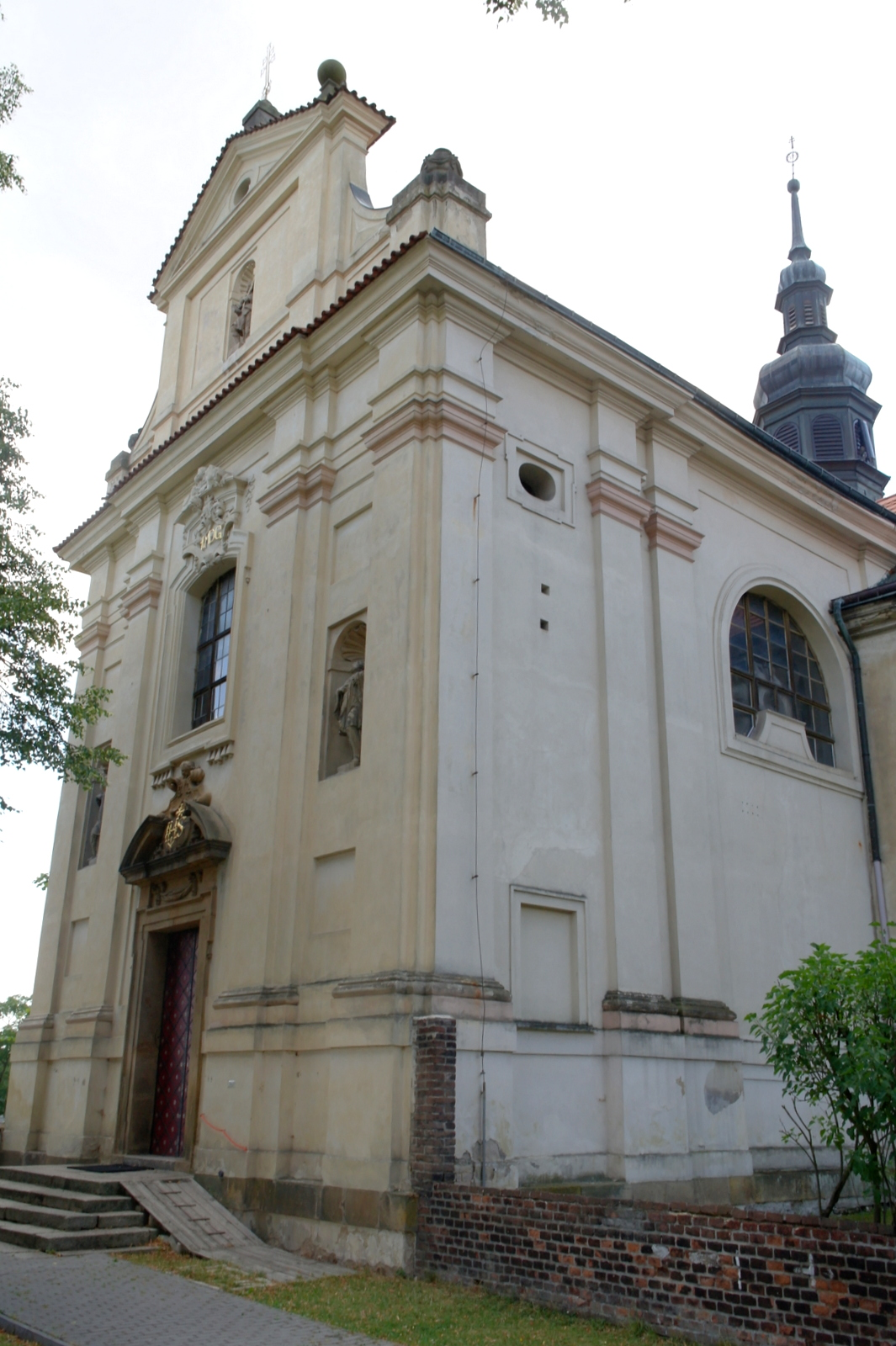
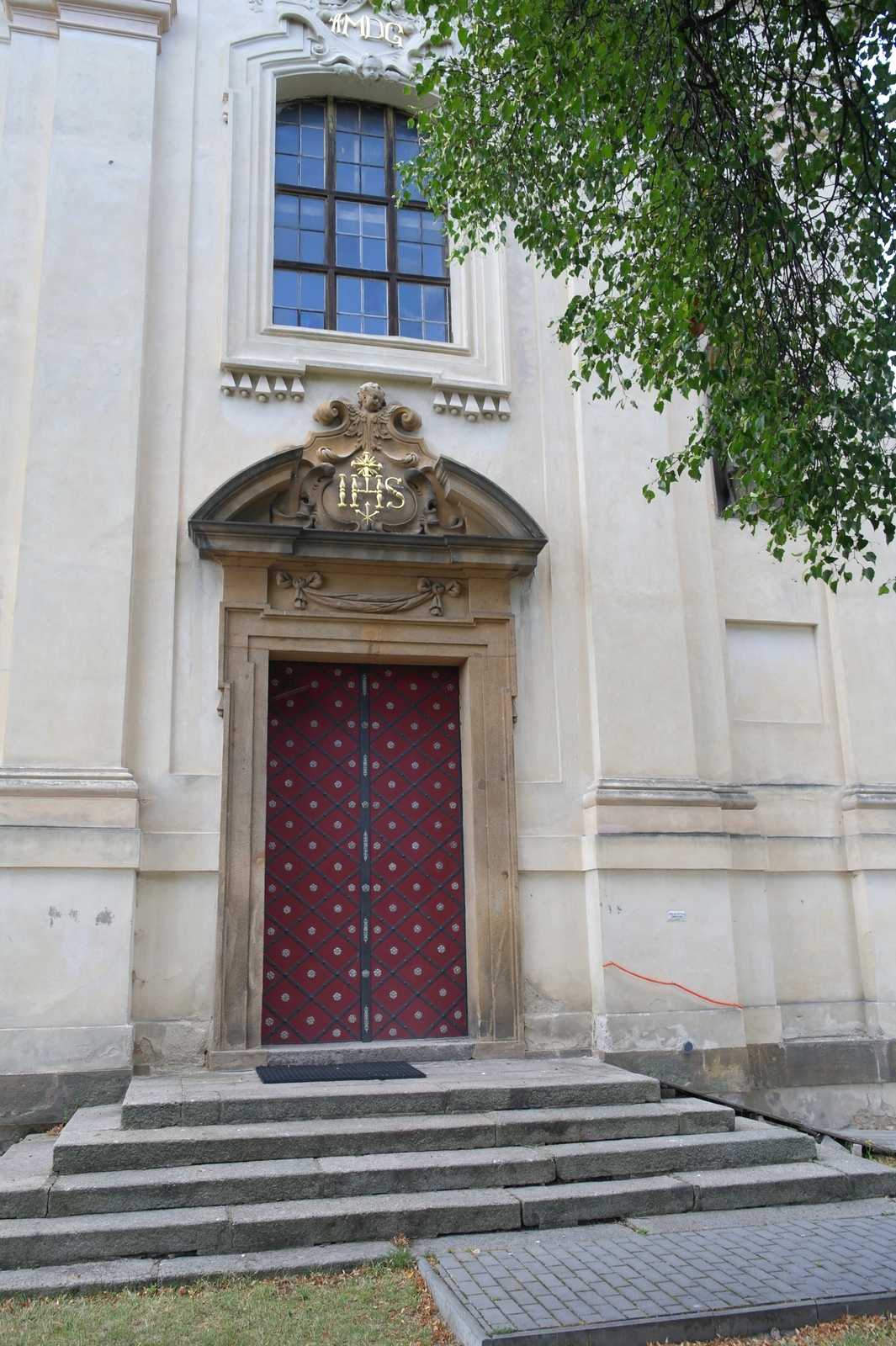
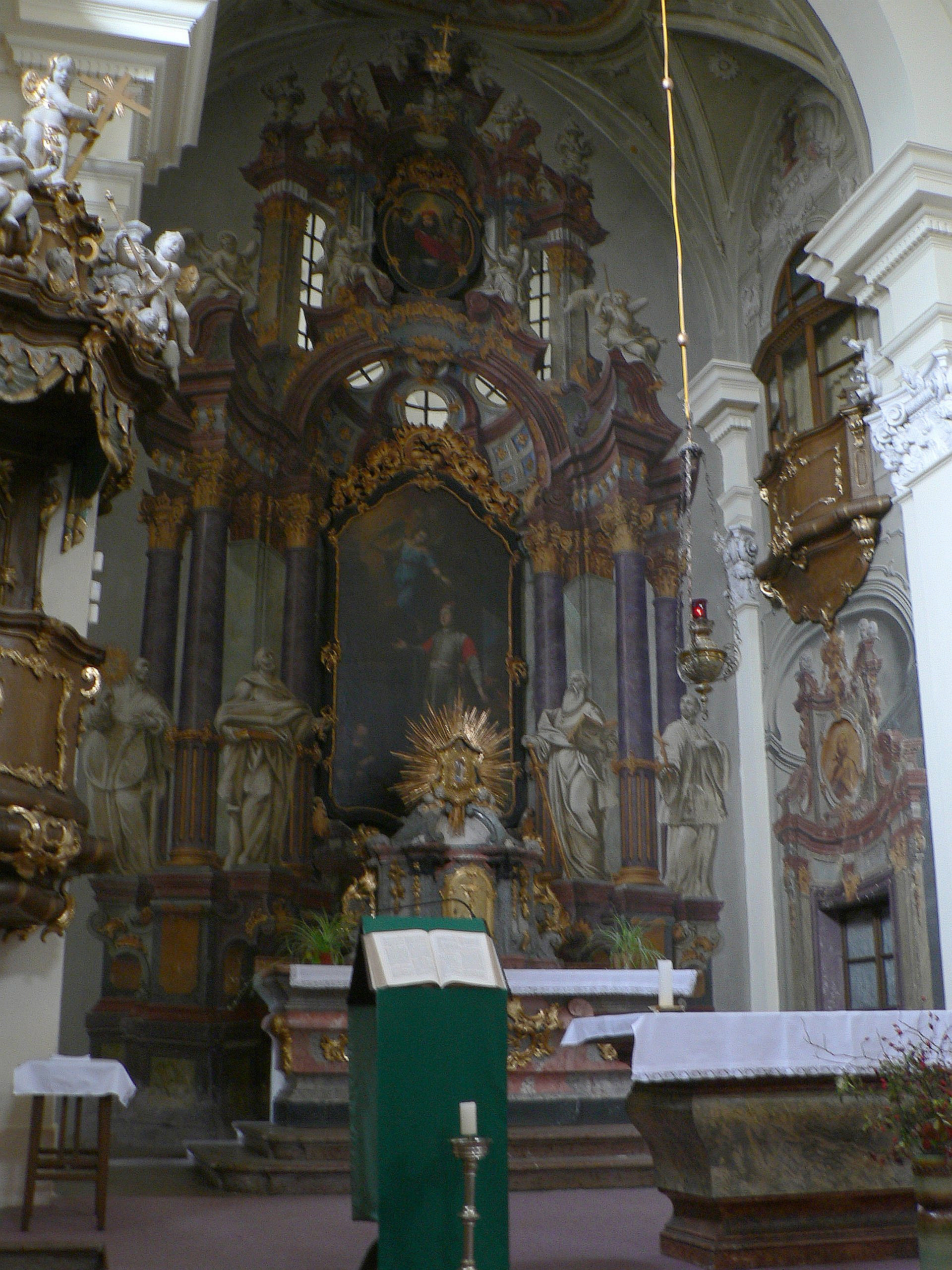